# Нарган, Михаил Николаевич
Михаил Николаевич Нарган (2 ноября 1924 — 13 февраля 1971) — сержант Рабоче-крестьянской Красной Армии, участник Великой Отечественной войны, Герой Советского Союза (1945).

## Биография
Михаил Нарган родился 2 ноября 1924 года в селе Журавское (ныне — Новоселицкий район Ставропольского края). После окончания пяти классов школы работал трактористом. В 1943 году Нарган был призван на службу в Рабоче-крестьянскую Красную Армию. С мая того же года — на фронтах Великой Отечественной войны.
К июню 1944 года сержант Михаил Нарган был наводчиком артиллерийского орудия 121-го кавалерийского полка 32-й кавалерийской дивизии 3-го гвардейского кавалерийского корпуса 3-го Белорусского фронта. Отличился во время освобождения Белорусской ССР. 27 июня 1944 года на подступах к Березине он лично подбил вражеское штурмовое орудие. В разгар боя, оставшись единственным в строю из всего расчёта, Нарган уничтожил 2 танка и 2 пулемёта, что способствовало успешному захвату моста пехотой.
Указом Президиума Верховного Совета СССР от 24 марта 1945 года сержант Михаил Нарган был удостоен высокого звания Героя Советского Союза с вручением ордена Ленина и медали «Золотая Звезда».
После окончания войны Нарган был демобилизован. Проживал на родине, руководил колхозом. Скоропостижно скончался 13 февраля 1971 года.
Был также награждён орденом Трудового Красного Знамени и рядом медалей.

## Память
- В честь Наргана назван ДК в Журавском.
- В 1989 году в селе Журавском его именем названа улица.
- Установлена мемориальная доска на жилом доме.
- В 2015 году установлена мемориальная доска на здании Дворца культуры.
- В 2016 году установлена мемориальная доска на здании МОУ СОШ №5.